# La carne e l'anima (film 1945)
La carne e l'anima è un film del 1945 diretto da Vladimir Striževskij.
Sebbene completato nel 1943 venne distribuito solo nel 1945 per poi scomparire tanto che veniva considerato ormai perduto.
È stato poi ritrovato un negativo originale della pellicola grazie al quale è stato possibile procedere con un restauro quanto meno parziale: infatti se l'audio era praticamente integro non altrettanto si poteva dire delle immagini.
La pellicola restaurata è stata presentata al Festival di Locarno del 2014 all'interno della retrospettiva dedicata alla casa di produzione Titanus.

## Trama
In una piccola cittadina ungherese, Katrin, cantante avvenente nonché stella e vedette principale del "Kabaré Odalisk", costantemente ammirata dagli avventori del locale i quali non le risparmiano però lazzi volgari, viene improvvisamente licenziata per un litigio con Jojo, il padrone del locale nonché suo convivente; il motivo è quello di aver preso le difese di un'inserviente.
La donna, rimasta senza lavoro, tramite Magda, un'amica che lavorava in passato anche lei nello stesso cabaret, riesce ad avere una lettera in cui il genitore, ormai vecchio, le chiede di raggiungerlo. Dopo un lungo viaggio, la cantante arriva in un piccolo paese e scopre che suo padre, il quale l'aveva abbandonata da bambina, fa di mestiere il capostazione; conosce inoltre Peter, un inserviente della stazione che ha l'incarico di rifornire d'acqua le locomotive, e Andrea, un giovane macchinista. Mentre col primo nasce un'amicizia sincera, col secondo sboccia un amore da lui ricambiato. L'atmosfera idilliaca viene bruscamente interrotta da una lettera di Jojo, già conosciuto nell'ambiente della polizia come uno sfruttatore senza scrupoli, nella quale le richiede la restituzione del denaro che ella gli deve. Se ciò non dovesse capitare, il proprietario metterebbe in giro la voce che lei è una donna di malaffare.
Dopo poco tempo, spacciandosi per un avvocato, Jojo si presenta nel paese e raggiunge Katrin, in quel momento in compagnia del suo fidanzato Andrea, sostenendo ancora la restituzione del denaro prendendo a pretesto di aver sostenuto forti spese per far studiare canto alla ragazza. Alla reazione irritata di Katrin, Jojo insinua di nuovo apprezzamenti poco lusinghieri sul suo passato, Andrea ha uno scatto di reazione e colpisce lo sfruttatore. La donna è al colmo della disperazione e si avvia verso i binari pensando forse al suicidio; Mattia però interviene chiamando i poliziotti e facendo arrestare l'individuo, mentre il padre della ragazza, che sino ad allora l'aveva colpevolmente trascurata, incita Andrea a raggiungerla. Il giovane macchinista la raggiunge in tempo, e stringendola tra le braccia la rassicura: il passato è ormai lontano, l'importante è solo il presente con il loro amore e in un possibile futuro matrimoniale.

## Produzione
Questo è l'unico film diretto in Italia dall'attore, sceneggiatore e regista russo Vladimir Striževskij (1892-1977) che fu un divo del cinema muto nel suo paese prima della Rivoluzione d'Ottobre che lo costrinse all'esilio insieme a molti altri. Venne girato in interni negli studi della Titanus alla Farnesina di Roma. Di Isa Miranda abbiamo questa importante testimonianza:
«Questo film (...) venne iniziato nel mese di aprile del 1943 negli stabilimenti della Farnesina di Roma. (...) Il film, non ancora montato, richiesto dai tedeschi, venne nascosto nei posti più impensati di Roma. Sarebbe stato bene, per il film, poter rifare qualche primo piano o qualche piccola scena. Ma la cosa fu impossibile. Impossibile anche quando si poté portare il film alla luce del sole perché i tedeschi, occupata la Farnesina, svaligiarono il deposito dei costumi, compresi gli abiti che avevo indossato per La carne e l'anima, e demolirono tutte le costruzioni.».
Presentato alla Commissione di Revisione Cinematografica, presieduta da Vincenzo Calvino, il 14 aprile 1945, ottenne il visto di censura n. 40 del 25 aprile 1945 con una lunghezza accertata della pellicola di 2.130 metri: non è però possibile visionare il documento originale censorio. Come molti film del periodo, ebbe una distribuzione alquanto irregolare: a Genova venne proiettato nell'agosto del 1945, a Roma venne presentato nel novembre dello stesso anno, a Torino e a Milano tra il marzo e l'aprile del 1946. Oltre ai tecnici riportati accanto, per il momento si conosce solo il nome dell'operatore, Mario Albertelli, e del direttore di produzione, Fabio Franchini.

## Accoglienza

### Critica
«Il destino cinematografico di Isa Miranda si è perennemente mantenuto su di un tono sensualistico e romantico. Infatti, se ricordiamo Passaporto rosso, La signora di tutti, Zazà e arriviamo a questa ultima La carne e l'anima non è difficile rintracciare uno stesso stile, uno stesso gusto interpretativo riferibile appunto alla Miranda. Attrice complessa, complicata per una certa misteriosa lentezza nei gesti e nella dizione, la Miranda occupa un posto singolare nel cinema italiano. E quindi i produttori si sono mobilitati nell'offrire alla recitazione della Miranda un monotono campionario dove di prammatica non c'era che la donna traviata dalla raffinata crudeltà del mondo: donna che prima o poi mostra un anelito di assoluto riscatto. Ecco allora questa pellicola prodotta dalla Titanus Film (...) non aprire allo spettatore soverchie sorprese». Tullio Cicciarelli, Il Lavoro Nuovo di Genova, 30 agosto 1945
«Il miracolo è questo: che con un titolo così trasparente e da un contenuto così vieto sia venuto fuori un bel film. (...) Tutto è centrato, essenziale, vigoroso: dalla prima all'ultima sequenza la nostra vigile e sospettosa prevenzione non è riuscita a cogliere un'inquadratura superflua, né una battuta stracca. Di chi il merito? Anzitutto di Isa Miranda, questa nostra stupenda attrice che in uno dei suoi personaggi preferiti ha piazzato una interpretazione fortissima, in tutto e per tutto sulla linea delle sue prove più degne». Giulio Cattivelli, Libertà, 24 novembre 1945
«Servito da un soggetto di maniera, il regista polacco [sic! in realtà era russo, anzi oggi sarebbe ucraino] Strichewsky [sic! Striževskij] non ha potuto trarre, da La carne e l'anima, che un film di stile franco-barocco, di quello stile che riecheggiando in ogni metro i vecchi Marcel Carné e Julien Duvivier ci ha esasperati in questi anni di guerra. Ciò nonostante Isa Miranda ci ha convinti in questa parte peccaminosa». Anonimo, Il Tempo di Roma, 4 novembre 1945
«Isa Miranda imita Marlene Dietrich quanto più può: ma in questa La carne e l'anima la carne è messa in vetrina senza buon gusto e l'anima non riesce a spiccare il volo. Ancora una volta questa nostra artista è stata mal guidata. Tutti gli altri sono modesti». Anonimo, La Nuova Stampa di Torino, 2 marzo 1946

#### Recensioni
- Filippo Mercanti, Voce operaia, 12 novembre 1945
- Antonio Pietrangeli, Star di Roma, anno II n. 42, 10 novembre 1945
- Paolo Salviucci, Il Quotidiano, 10 novembre 1945
- Vice, Il Gazzettino, 2 aprile 1946
- Vice, Il Giornale del Mattino, 2 aprile 1946
- Vice, L'Indipendente, 7 novembre 1945
- Vice, Italia Nuova, 6 novembre 1945
- Vice, L'Unità, 8 novembre 1945